# Río Tortuguero
Río Tortuguero är ett vattendrag i Costa Rica.   Det ligger i provinsen Limón, i den nordöstra delen av landet, 90 km nordost om huvudstaden San José.